# Mercalicante
Mercalicante, oficialmente conocida como Mercados Centrales de Abastecimiento de Alicante, S.A., es una empresa mixta de la ciudad de Alicante (España) fundada en 1968 por Mercasa y un grupo de empresarios locales. El complejo se extiende sobre un área de 135 000 metros cuadrados, con una superficie construida de 48 700 metros cuadrados. Su objetivo principal es promover, construir y explotar los mercados centrales mayoristas de Alicante, así como ofrecer servicios complementarios para mejorar su uso y comodidad.

## Historia
La historia de Mercalicante se remonta al 23 de agosto de 1973, con la inauguración del Mercado Central de Frutas y Hortalizas, reemplazando a la antigua Lonja de Frutas y Hortalizas en el centro de la ciudad. El mercado se construyó en un terreno de 194 000 metros cuadrados adquirido en el Llano de Nadal, junto a la carretera de Madrid.
En 1974, se produjo la municipalización de Mercalicante, con la adquisición por parte del ayuntamiento de Alicante del 51% de su capital social. Durante los años siguientes, la urbanización inicial se centró en un eje principal con acceso a la carretera de Madrid y se construyeron grandes naves para el mercado.
A partir de 1980, Mercalicante comenzó a incorporar usos industriales, asignando suelos a empresas de transporte y paquetería, así como a mayoristas de sectores no alimentarios. Entre 1989 y 1994, hubo un cambio significativo en el enfoque de Mercalicante, expandiendo sus actividades hacia la industria y el transporte, y ampliando su terreno para estos fines.
Entre 1997 y 2002, Mercalicante experimentó una fase de crecimiento y expansión, centrándose nuevamente en las actividades alimentarias. Se construyeron nuevas instalaciones, incluyendo naves para transporte, paquetería industrial y una gasolinera.
En la etapa de 2002 a 2008, la gestión se centró en racionalizar el gasto y mantener el equilibrio de las cuentas, promoviendo el consumo de frutas y hortalizas. Entre 2009 y 2012, se implementó un plan estratégico para mejorar la situación económica y financiera de Mercalicante, diversificando la oferta alimentaria y creando una marca de calidad.
Actualmente, Mercalicante continúa desarrollando planes estratégicos para consolidarse como un clúster alimentario integral en la provincia de Alicante, ofreciendo un gran centro logístico y servicios especializados a sus clientes, promoviendo la competitividad y el consumo de sus productos.

## Actividad económica
Como unidad alimentaria clave de Alicante, Mercalicante alimenta a más de 1,9 millones de habitantes y atrae a una población flotante que excede los 2,5 millones de personas en temporadas turísticas. Alberga aproximadamente 110 empresas, principalmente del sector alimenticio. Su oferta incluye un mercado mayorista público de frutas y hortalizas, empresas especializadas en la manipulación, envasado y distribución de productos cárnicos y de la pesca, así como servicios para la hostelería y restauración. Además, ofrece actividades de distribución complementarias como servicios logísticos, almacenamiento frigorífico y centrales de compra. También alberga el Banco de Alimentos y un vivero de empresas del Ayuntamiento de Alicante.

## Localización
La ubicación estratégica de Mercalicante, cerca de Alicante y bien conectada con la red de autovías y autopistas, potencia las operaciones logísticas y de distribución. Esta ubicación favorece el desarrollo de sinergias entre las empresas allí instaladas, mejorando su competitividad. Mercalicante también tiene conexiones internacionales a través del aeropuerto de El Altet y la zona portuaria de Alicante, situados a menos de cinco kilómetros.